# Murry Wilson
Murry Gace Wilson (Hutchinson (Kansas), 2 juli 1917 – Whittier (Californië), 4 juni 1973) was een Amerikaans songwriter, producer en uitgever van muziek. Hij was de vader van Brian, Dennis en Carl Wilson van The Beach Boys. Hijzelf was een onsuccesvol singer-songwriter, maar spoorde zijn zonen wel aan om in hetzelfde vakgebied te werken. Later werd hij de manager van The Beach Boys tot de band hem in 1964 ontsloeg. Dit gaf zijn zonen complete artistieke vrijheid.

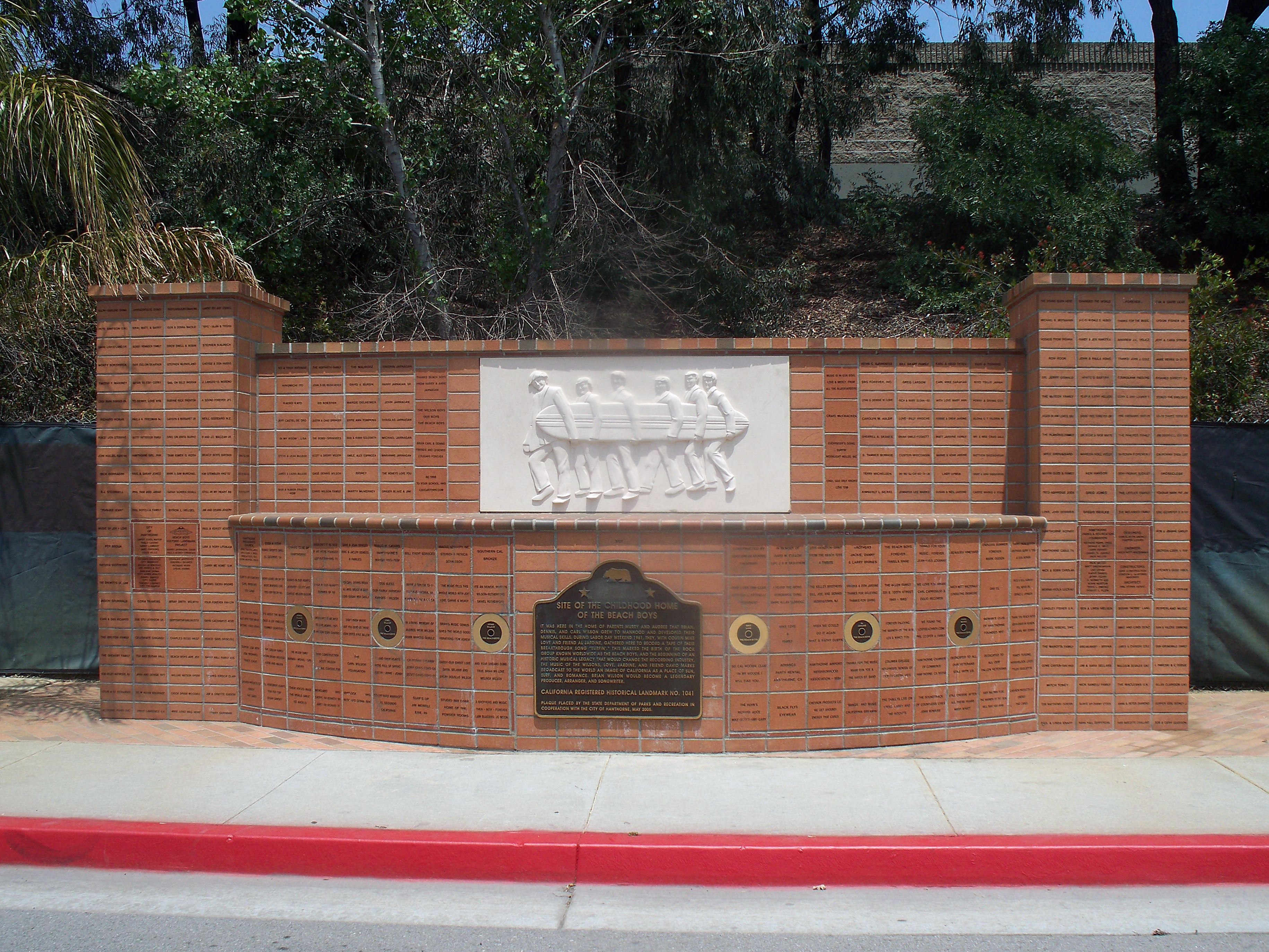
Gedenkteken in Hawthorne (Californië) op plaats waar drie van de Beach Boys opgroeiden

- International Standard Name Identifier: 0000 0000 3183 5765
- Library of Congress Control Number: n92084167
- MusicBrainz: a7ee44a9-c475-4ba6-8d3b-3df4ef10b2c1
- Virtual International Authority File: 65668692
- WorldCat: E39PBJmTrF6YRWYbRkx3RP7PwC